# 毛里求斯广播公司
毛里求斯广播公司（Mauritius Broadcasting Corporation / MBC）是毛里求斯的国家公共广播公司，於1964年由毛里求斯总理西沃萨古尔·拉姆古兰爵士成立。它在主島和羅德里格島以英文、法文、印地文、克里奧爾語和中文播放廣播和電視節目。

## 外部連結
- 官方網站 （页面存档备份，存于）